# Спонхайм
Спонхайм (на немски: Sponheim) е община (Ortsgemeinde) в окръг Бад Кройцнах в Рейнланд-Пфалц, Германия, със 766 жители (2015).
Столица е на графство Спонхайм. През 1101 г. граф Стефан II основава манастир, който е завършен от син му Мегинхард фон Спонхайм и е осветен през 1123 г.